# Gewöhnliche Simsenlilie
Die Gewöhnliche Simsenlilie (Tofieldia calyculata) ist eine Pflanzenart aus der Familie der Tofieldiaceae. Sie wird auch Kelch-Simsenlilie oder Hüllen-Simsenlilie genannt. Der wissenschaftliche Name calyculata leitet sich von calyculus, der Verkleinerung von calyx „Kelch“ ab.
Der Trivialname bezieht sich auf die Ähnlichkeit mit Vertretern der Gattung Simsen (Scirpus).

## Beschreibung
Die ausdauernde krautige Pflanze erreicht Wuchshöhen zwischen 10 und 30 cm. Die Grundblätter sind reitend, lineal, schwertförmig und lang zugespitzt, haben 4 bis 10 Längsnerven und werden zwischen 5 und 10 Zentimeter lang und 4 und 8 Millimeter breit. Der Stängel ist aufrecht und besitzt ein bis drei nach oben hin zunehmend kleinere Stängelblätter.

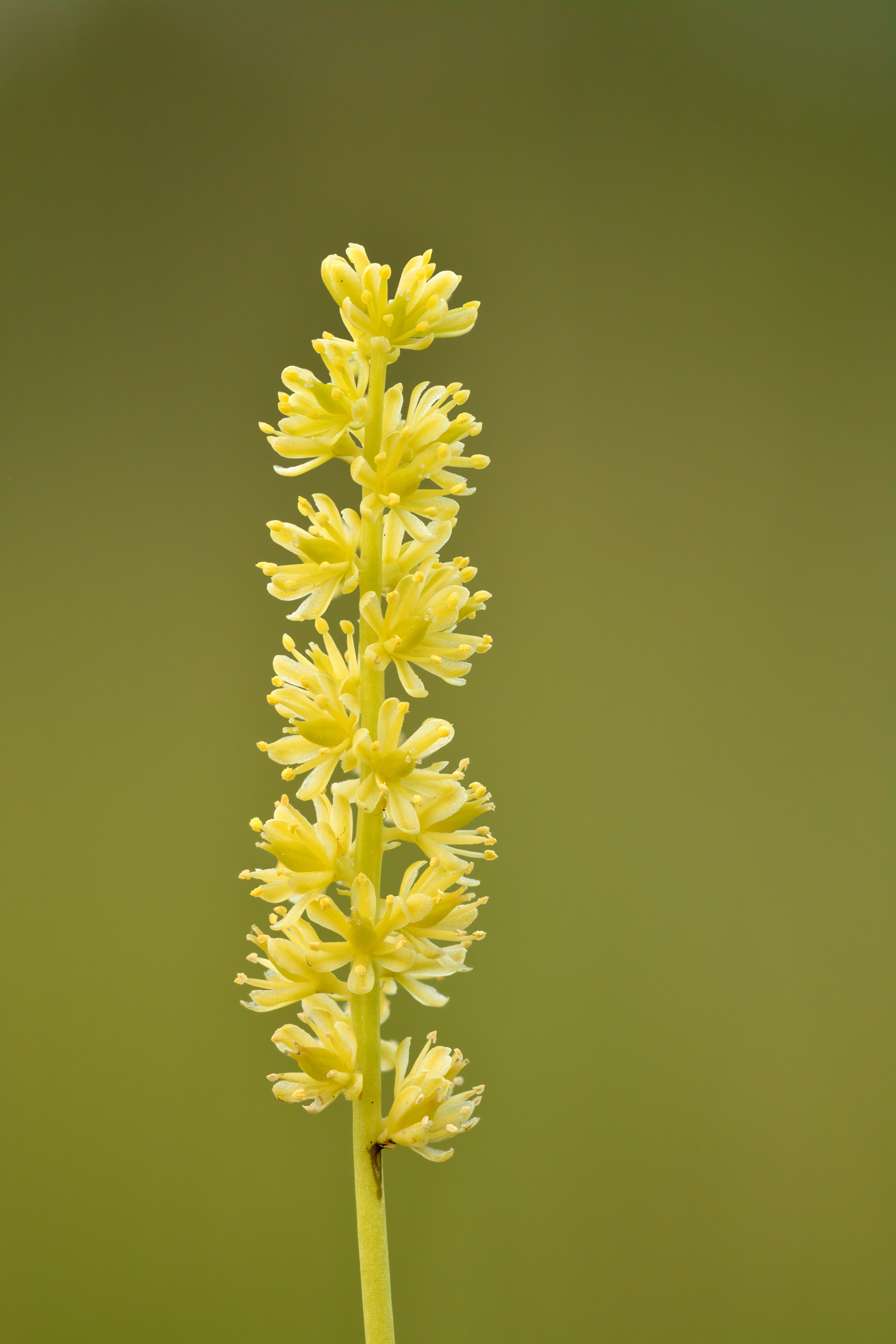
Blütenstand

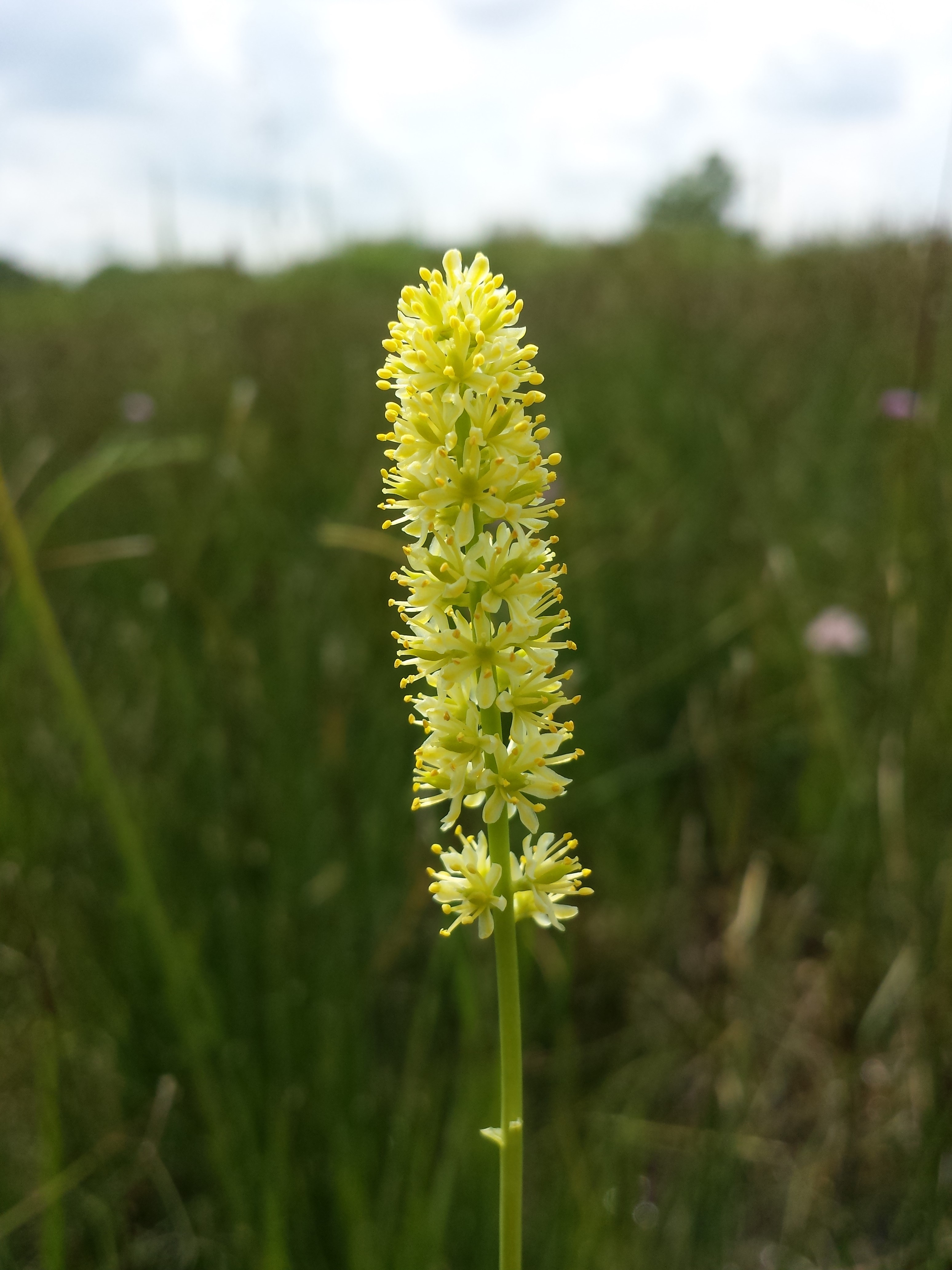
Blütenstand

Der Blütenstand ist eine meist zylindrische, am Grund lockere Traube, wird zwischen 3 und 10 Zentimeter lang und setzt sich aus 15 bis 40 Blüten zusammen. Die Blüten sind kurz gestielt, stehen jeweils in der Achsel eines laubartigen, ungeteilten, eiförmigen bis lanzettlichen Tragblattes und sind am Grund von einem dreilappigen, kelchähnlichen Vorblatt umgeben. Die hellgrünlichgelben Blütenhüllblätter sind 2 bis 3,5 Millimeter lang. Die Blüte enthält sechs Staubblätter sowie einen Fruchtknoten mit drei Narben. Die vielsamige Kapsel ist 3 bis 3,5 Millimeter lang, eiförmig bis kugelig-eiförmig, kantig. Die Samen sind 0,7 Millimeter lang, länglich, von bräunlicher Farbe und besitzen Längskanten.
Die Chromosomenzahl beträgt 2n = 28 oder 30.

## Ökologie
Die Gewöhnliche Simsenlilie ist ein Hemikryptophyt und eine Halbrosettenpflanze bzw. eine Sumpfpflanze mit Rhizom.
Die Blüten sind „Nektar führende Scheibenblumen“. Bestäuber sind Bienen, Schwebfliegen und andere Insekten. Wegen der weit herausragenden Staubblätter ist auch Windbestäubung und wegen der langlebigen Narben bei ausbleibender Fremdbestäubung auch spontane Selbstbestäubung möglich. Die Blütezeit reicht von Juni bis August.
Die Früchte sind vielsamige, sich bei Trockenheit an der Spitze klappenartig öffnende Kapseln, die als Windstreuer wirksam werden. Die leichten, spindelförmigen Samen werden als Körnchenflieger ausgebreitet bzw. sie heften sich bei feuchtem Wetter an Tiere. Fruchtreife ist von August bis Oktober.

## Vorkommen
Das Verbreitungsgebiet der Gewöhnlichen Simsenlilie reicht von Gotland und Estland südwärts bis zu den Pyrenäen, Montenegro und der mittleren Ukraine mit Schwerpunkt in der Umgebung der Hochgebirge. Sie hat dementsprechend in Deutschland ihren Verbreitungsschwerpunkt in den Alpen und im Alpenvorland. Weiter im Norden ist die Art selten; die meisten Vorkommen sind erloschen. In Österreich ist die Gewöhnliche Simsenlilie häufig und collin (selten) bis subalpin verbreitet.
In den Allgäuer Alpen steigt sie an der Rappenseehütte in Bayern bis zu 2100 Metern Meereshöhe auf.
Die Gewöhnliche Simsenlilie ist an Kalk gebunden und wächst auf feuchten Wiesen, Quellfluren, feuchten Felshängen sowie in Niedermooren. Diese Art gilt als Tonzeiger. Sie ist eine Charakterart des Verbands Caricion davallianae, kommt aber auch in Gesellschaften des Verbands Molinion und in Sesleria albicans-Gesellschaften vor.